# Résistances (émission de télévision)
 (signalé en juillet 2025).
Si vous disposez d'ouvrages ou d'articles de référence ou si vous connaissez des sites web de qualité traitant du thème abordé ici, merci de compléter l'article en donnant les références utiles à sa vérifiabilité et en les liant à la section « Notes et références ».
- Archive Wikiwix
- Bing
- Cairn
- DuckDuckGo
- E. Universalis
- Gallica
- Google
- G. Books
- G. News
- G. Scholar
- Persée
- Qwant
- (zh) Baidu
- (ru) Yandex
- (wd) trouver des œuvres sur Wikidata

Pour les articles homonymes, voir Résistances.
Résistances était un magazine télévisé hebdomadaire français consacré aux Droits de l'homme créé et présenté par Bernard Langlois de janvier 1983 à juin 1986 puis par Noël Mamère de septembre 1986 à juin 1992 et diffusé chaque samedi après-midi sur Antenne 2.